# هاينز لورينز
هاينز لورينز (بالألمانية: Heinz Lorenz)‏ هو عسكري ألماني، ولد في 7 أغسطس 1913 في شفيرين في ألمانيا، وتوفي في 23 نوفمبر 1985.